# Statue des Senedjemib Mehi

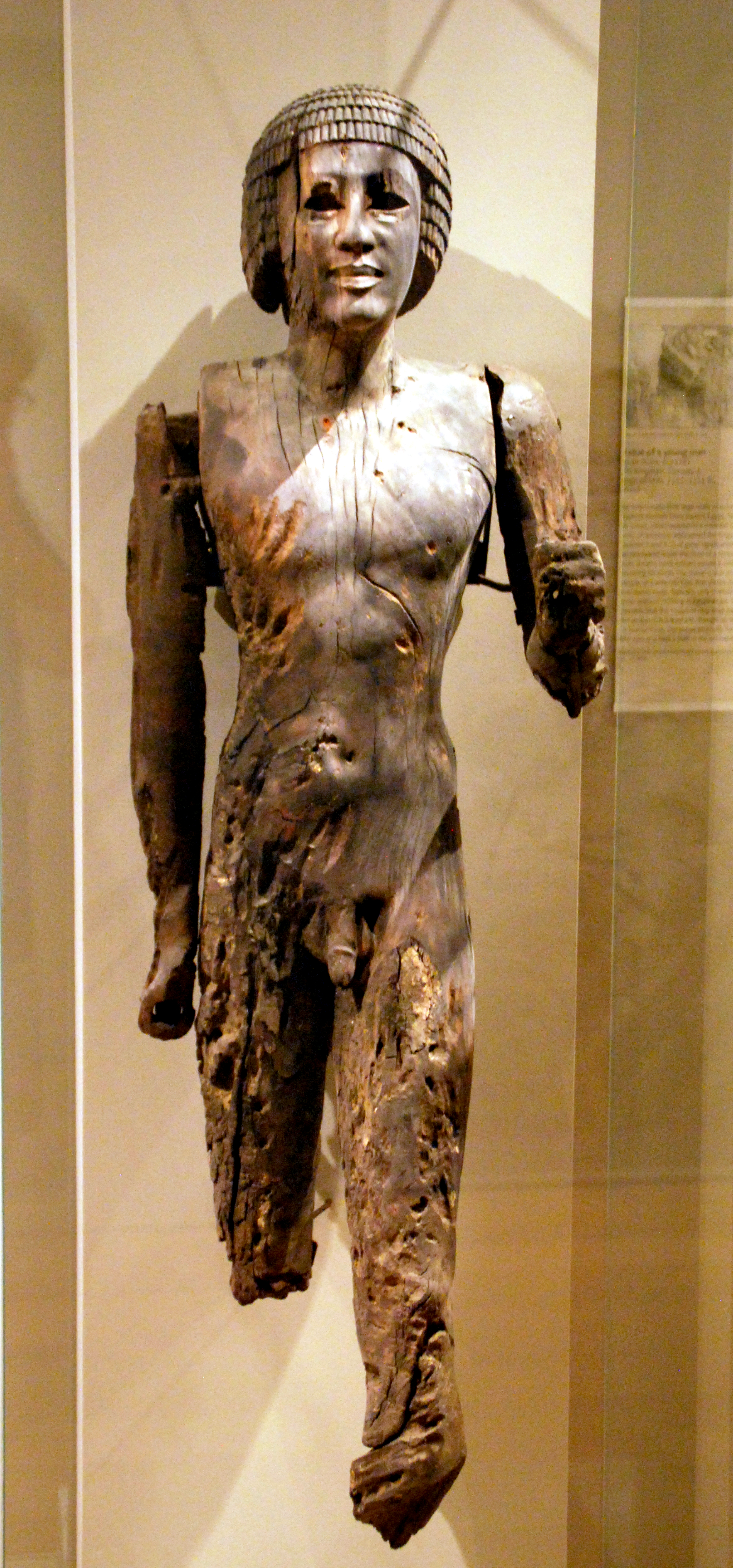
Die Statue in der Bostoner Präsentation

Bei der Statue des Senedjemib Mehi handelt es sich um eine altägyptische Holzstatue aus der Zeit des Alten Reichs. Es ist eine von vergleichsweise wenigen erhaltenen und zudem qualitativ hochwertigen großen Holzstatuen des alten Ägyptens. Heute befindet sie sich im Museum of Fine Arts in Boston.
Die Statue des Senedjemib Mehi wurde im Winter 1912 bei gemeinsamen Ausgrabungen der Harvard University und des Museum of Fine Arts im Raum H, der Mastaba-Kapelle, des Grabes G 2385 in Gizeh gefunden. Im folgenden Jahr wurde sie mit Erlaubnis der Regierung Ägyptens in die USA gebracht und gehört mit dem Aufnahmedatum 4. Dezember 1913 unter der Inventarnummer 13.3466 zu den Exponaten des Museums. Die Statue war liegend auf dem Boden gefunden worden, wohin sie schon altägyptische Grabräuber bei der Suche nach wertvollem Grabinventar geworfen hatten. Aufgrund der dort herrschenden günstigen klimatischen Verhältnisse ist die Statue bis heute sehr gut erhalten. Es fehlen bei der heute noch 106 Zentimeter hohen und damit unterlebensgroß gestalteten Statue zum einen der rechte Unterschenkel etwa ab Kniehöhe samt Fuß und Teile des linken Unterschenkels einschließlich des Fußes. Weitere größere Schäden finden sich an beiden Beinen, der rechten Körperseite und der rechten Schulter. Zudem ist der Kopf neben dem rechten Auge gesprungen.
Senedjemib Mehi wird mit einem nach vorn ausgestellten linken Fuß gezeigt. Der linke Arm ist am Ellenbogen gebeugt, während der rechte Arm an der Körperseite herunter hängt. Die Arme wurden separat gefertigt und durch eine Zapfenverbindung angefügt, da der Baumstamm, aus dem die Figur gefertigt wurde, nicht breit genug war. Die Verbindung wurde anschließend verfüllt und bemalt und war somit für die Betrachter nicht mehr sichtbar. Wie es aus Reliefs bekannt ist, kann man davon ausgehen, dass sich in der linken Hand ein Gehstab und in der rechten Hand ein Zepter befunden haben müssen. Die Lockenreihen der Perücke sind akkurat ausgearbeitet, selbst Details wie Tränenkanäle sind gestaltet worden. Die Augen waren wie auch die Brustwarzen aus anderem Material und eingelegt. Sie sind heute verloren. Das Gesicht vermittelt einen intelligenten Ausdruck, die Lippen sind sehr voll.
Derartige Statuen waren einerseits typisch und standen für einen expressiveren Stil der altägyptischen Kunst, der gleichzeitig mit einem idealisierenden Stil existierte. Eine Besonderheit der Statue ist allerdings die Nacktheit. Im Allgemeinen wurden nur kleine Kinder unbekleidet wiedergegeben. Alle Indizien sprechen jedoch dafür, dass Senedjemib Mehi erwachsen war. Dafür sprechen Größe und Ausführung der Statue ebenso, wie das Glied, das typischerweise erst in der Pubertät beschnitten wurde. Möglicherweise wurde die Kleidung mit Farbe auf die Statue gemalt oder aber die Statue mit Stoffen bekleidet. Zeugnisse für das Eine wie das Andere haben sich jedoch nicht erhalten. Die Statue wird in die Zeit zwischen 2353 und 2323 v. Chr., die Regierungszeit des Unas in der 5. Dynastie, datiert.